# Tassie Lake
Der Tassie Lake ist ein See an der Ingrid-Christensen-Küste des ostantarktischen Prinzessin-Elisabeth-Lands. In den Vestfoldbergen ist er neben dem Trident Lake der westlichere zweier Seen nordwestlich des Club Lake und liegt an der Route zwischen der Davis-Station und der Wetterstation Platcha.
Das Antarctic Names Committee of Australia benannte ihn. In seiner Form erinnert er an den Umriss von Tasmanien.